# Viergodensteen
Een viergodensteen is een type Romeins kunstwerk, dat gewoonlijk onderdeel is van een groter monument, zoals een godenpijler of Jupiterzuil, waarvan het de sokkel vormt.
Het betreft een kubusvormige steen waarop aan alle vier opstaande zijden de beeltenis van een Romeinse godheid is uitgebeeld. Hoewel het daarbij om belangrijke godheden gaat, zijn het op de vele gevonden viergodenstenen lang niet altijd dezelfde goden.
Viergodenstenen zijn onder meer gevonden in Nijmegen, Cuijk, Kessel, Grevenbicht, Heerlen, Maastricht, Tongeren en talrijke andere plaatsen in Oost-België en Luxemburg. In Frankrijk en Duitsland (met name in het Rijnland) heeft men eveneens vele exemplaren aangetroffen. De Nijmeegse godenpijler en de Maastrichtse Jupiterpijler kunnen worden opgevat als een opeenstapeling van viergodenstenen.

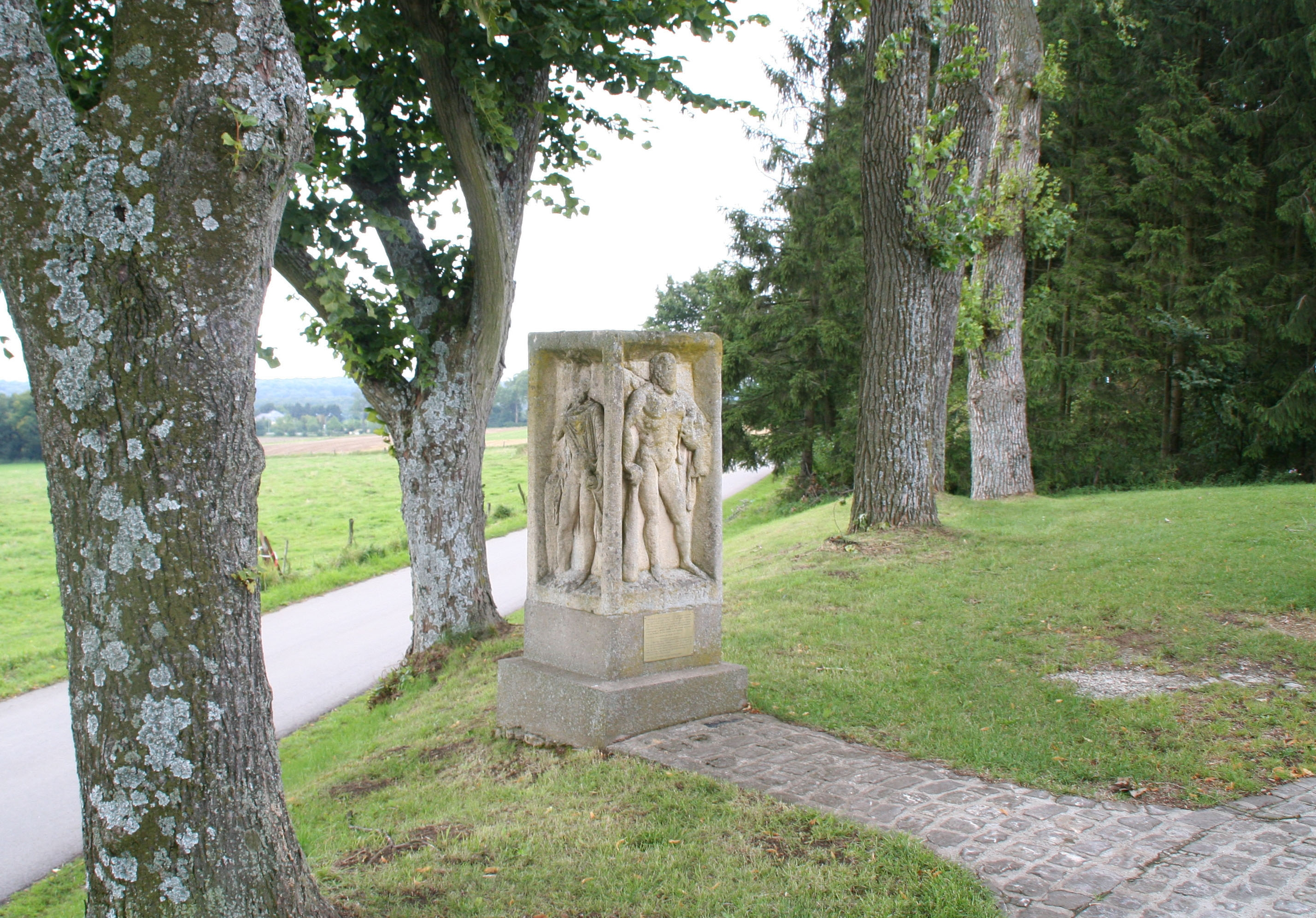
Viergodensteen in Schéimerech (Luxemburg)
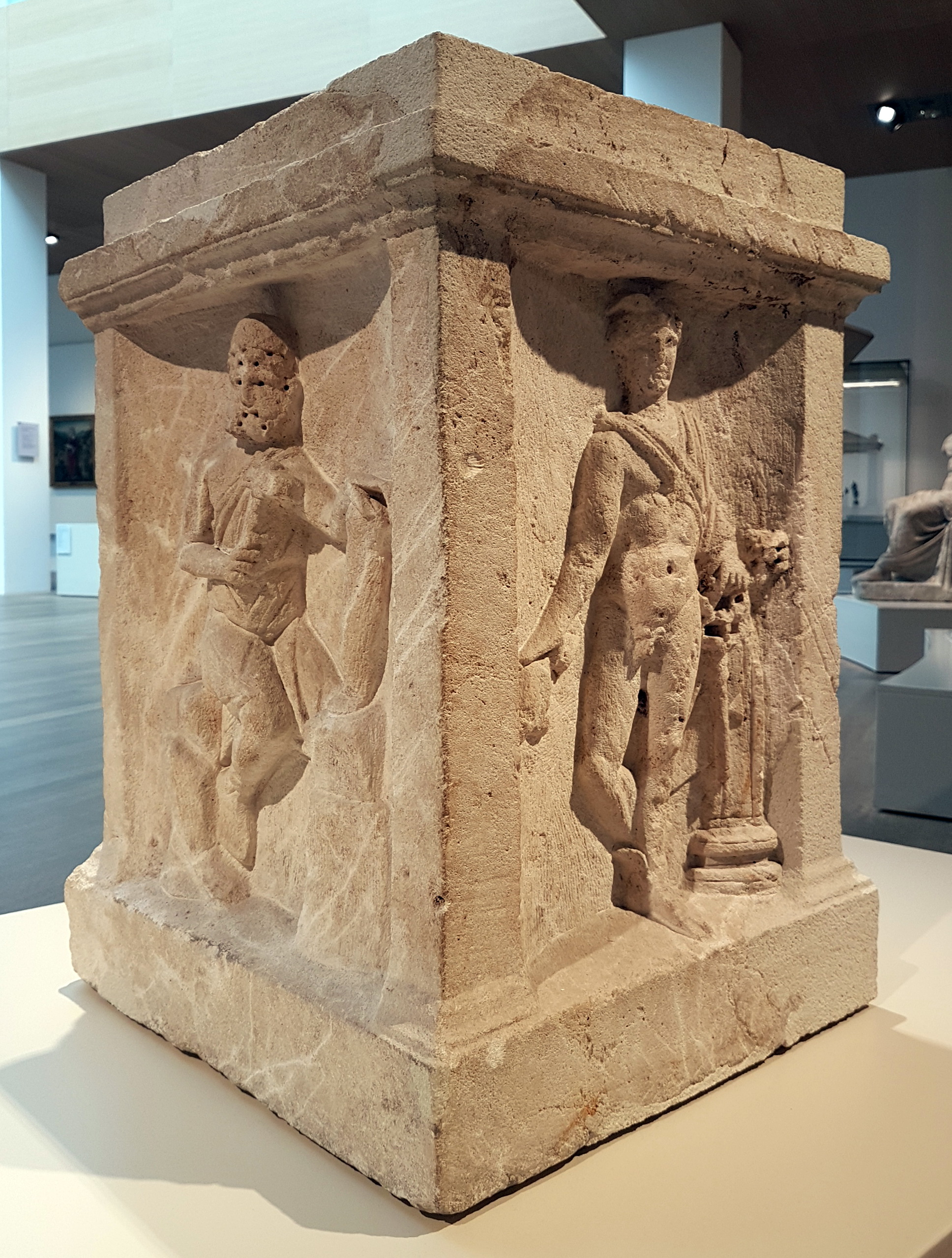
Viergodensteen uit Keulen-Weiden
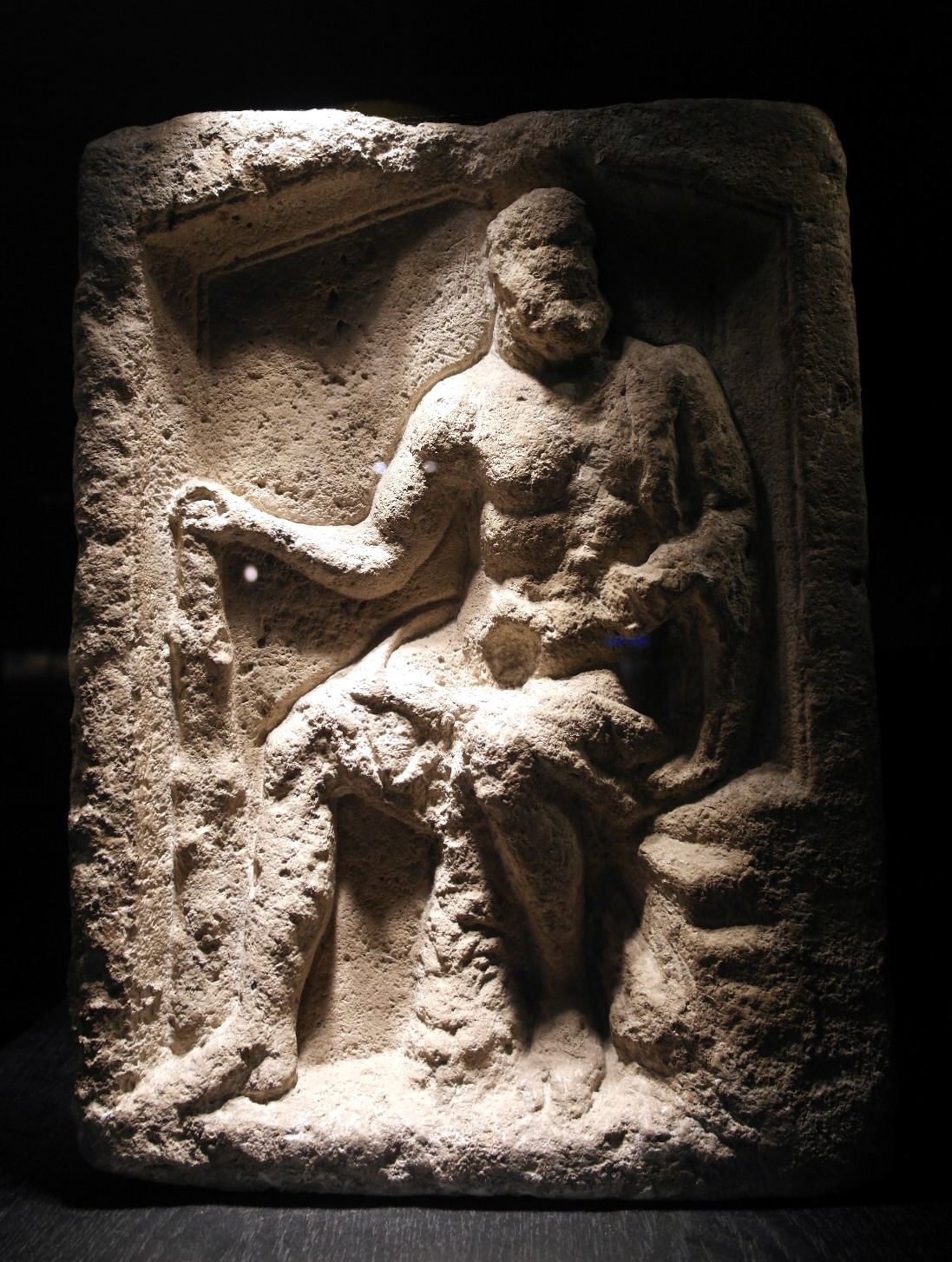
Hercules op een viergodensteen uit Maastricht
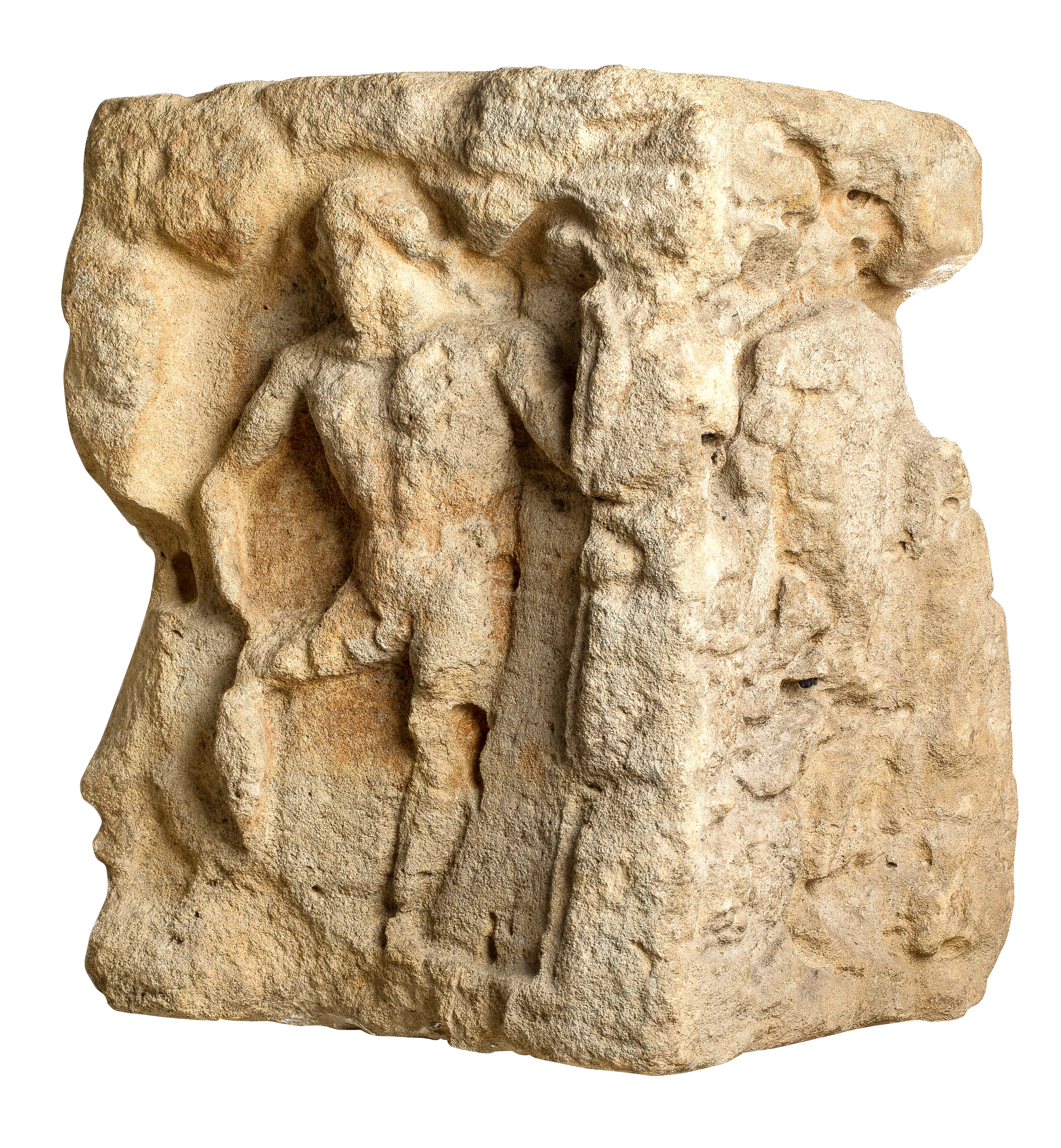
Viergodensteen met reliëfs van Neptunus, Hercules en Diana in kalksteen, 200-250 n.Chr., (Gallo-Romeins Museum, Tongeren)
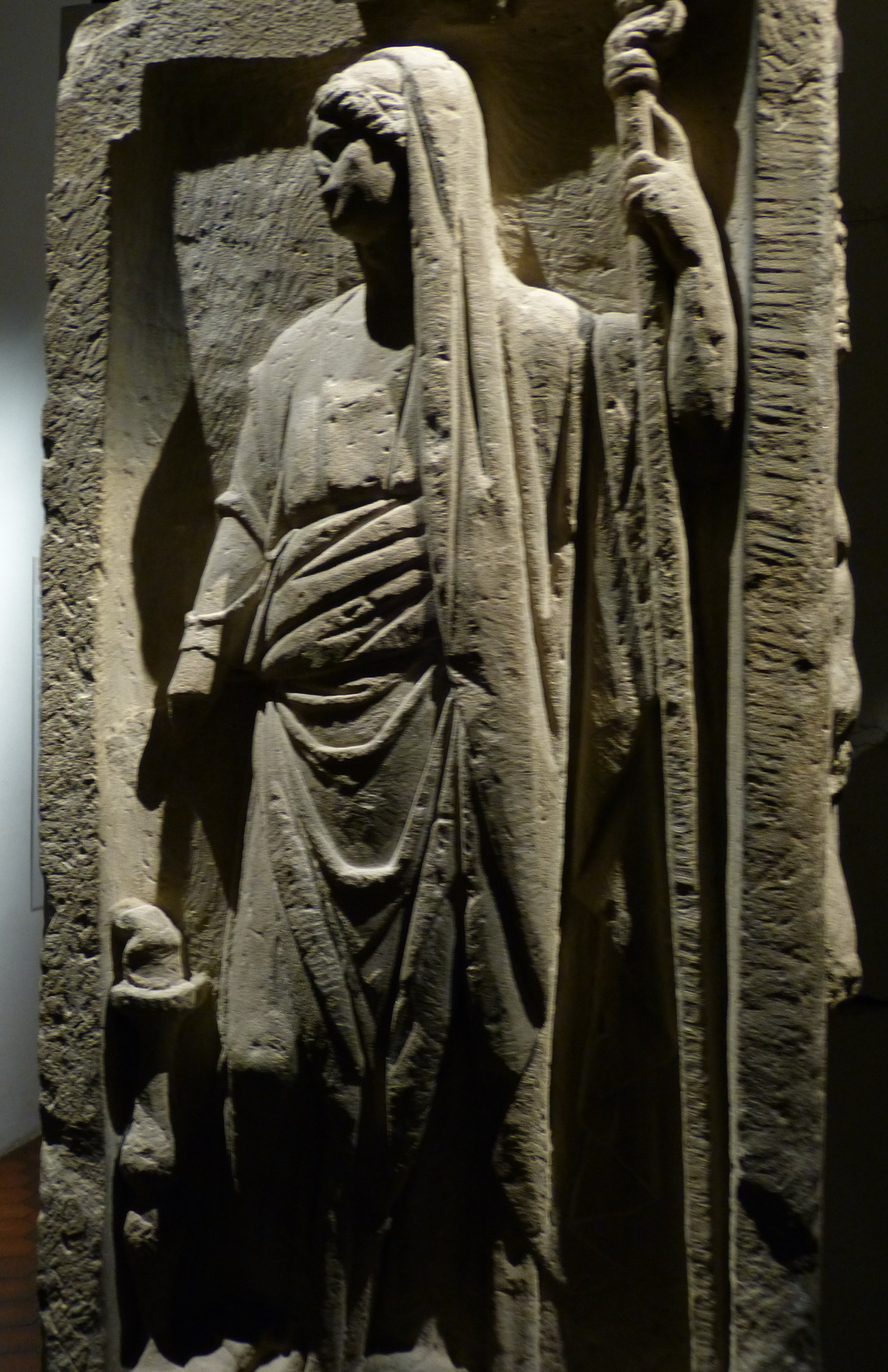
Juno op een viergodensteen in Straatsburg